# Florentino Ameghino
Florentino Ameghino (Moneglia, 19 de setembro de 1853 — La Plata, 6 de agosto de 1911) foi a primeira grande figura da ciência nacional argentina e que alcançou transcendência internacional. Foi um autodidata. Teve grande ajuda de seu irmão Carlos e o pouco financiamento que obtinha era fruto de uma livraria, negócio que manejou durante anos em La Plata.

## Biografia
Nascido na Moneglia, Ameghino foi um naturalista, paleontólogo e antropólogo. Foi maestro de escola e chegou a ser director do Colegio Municipal de Mercedes, na província de Buenos Aires.
Como autodidata estudou os terrenos das pampas, colecionando numerosos fósseis, nos quais se baseou para fazer numerosas investigações de geologia e paleontologia. Também investigou o homem do quaternário no afloramento de Chelles.
Foi professor de zoologia na Universidade de Córdoba, subdirector do Museo de la Plata e director do Museo Nacional de Buenos Aires.
Para explorar o território patagónico, custeou uma expedição a cargo de seu irmão Carlos. O dinheiro provinha qual de uma livraria em que atendia pessoalmente, em La Plata.

## Obras
A obra monumental Contribución al conocimiento de los mamíferos fósiles de la República Argentina, de 1889, que lhe valeu a medalha de ouro na Exposição Universal de Paris, também Filogenia, principios de clasificación transformista basados sobre leyes naturales y proporciones matemáticas, colocou-o entre as poucas figuras mundiais de enfoque paleontológico na biologia evolutiva.
Nas palavras de Domingo Faustino Sarmiento, Ameghino era um homem do campo, de Mercedes, que aqui ninguém conhece, mas que é admirado pelos sábios do mundo inteiro. Encerra esta etapa da sua vida em 1906 com Formaciones sedimentarias del Cretáceo Superior y del Terciario de Patagonia, uma obra de síntese que não se limitava aos aspectos descritivos, mas que chegava a colocar hipóteses sobre a evolução dos diversos mamíferos e analisava as distintas camadas da crusta terrestre e as suas possíveis idades. Finalmente, entre 1907 e 1911, volta à sua primitiva dedicação: o homem fóssil, as descrições dos primeiros habitantes, as suas indústrias e culturas.

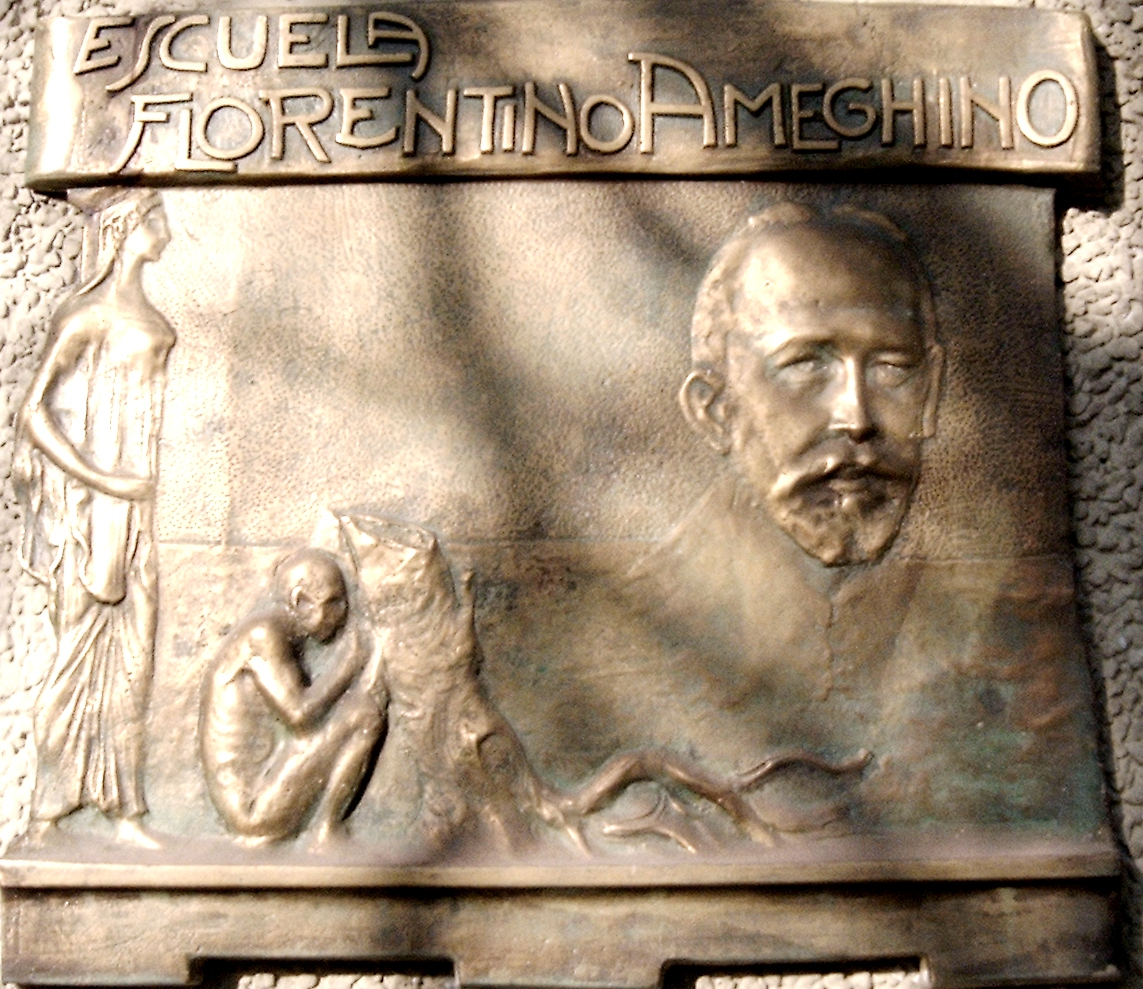
Homenagem ao sábio na Escola homónima em Rosario.

Impressiona o volume que alcançaram as suas publicações nos 57 anos que viveu. Numa recompilação, publicada como Obras Completas, contabilizam-se 24 volumes de entre setecentas e oitocentas páginas cada um, que contêm classificações, estudos, comparações e descrições de mais de 9 000 animais extintos, muitos deles descobertos por ele. Tão importante era este catálogo em relação com a quantidade total de mamíferos extintos conhecidos no mundo inteiro, que cientistas das Américas e da Europa viajavam até à Argentina para conhecer a colecção de Ameghino. Cépticos e curiosos rendiam-se por fim ante a evidência da verdade e génio do naturalista. La antigüedad del hombre en el Plata e Los Mamíferos fósiles en la América Meridional, que se traduziriam mais tarde para francês, foram publicadas em 1878. Em 1884 publicou Filogenia, uma obra teórica na qual desenvolveu a sua concepção evolucionista, de estilo lamarckiano e proporcionando, com a sua intuição precursora, a fundação de uma taxonomia zoológica de fundamentos matemáticos.
Em 1886, Francisco Moreno nomeou-o vice-director do Museo de La Plata, ficando a cargo da secção de paleontologia, que Ameghino enriqueceu com a sua própria colecção. No entanto, foi pouco o tempo em que estes dois cientistas trabalharam juntos e a Cátedra de Zoologia da Universidade de Córdoba foi o imediato destino de Ameghino desde 1888. Um ano depois apresentou nas Actas de la Academia Nacional de Ciencias a sua obra magna, composta por 1028 páginas e um atlas: Contribución al conocimiento de los mamíferos fósiles de la República Argentina.

## Publicações selecionadas

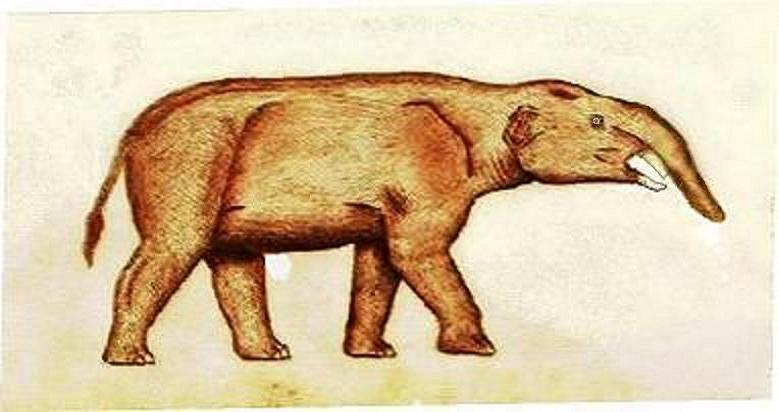
Pyrotherium romeroi ou besta de fogo nomeado em homenagem ao capitão do exército argentino Antonio Romero que enviou uma presa, um pré-molar e dois molares para Ameghino. P. romeroi é um grande mamífero extinto cujos restos fósseis foram descritos e classificados por Ameghino. Suas presas e tronco evoluíram separadamente dos elefantes – a espécie pertencia aos xenungulata dentro do meridiungulata.

- "La Antigüedad del Hombre en el Plata". París, 1880  (2ª edição em 2 volumes, Editorial Intermundo, Buenos Aires, 1947)
- "Los monos fósiles de la República Argentina". 1891
- "Énumeration synoptique des espèces de mammifères fossiles des formations éocènes de Patagonie". 1894, in which 440 species are catalogued
- "Sur les oiseaux fossiles de la Patagonie". 1895
- "Las sequías e inundaciones en la provincia de Buenos Aires". online
- "L'Âge des formations sédimentaires de Patagonie". 1900–1903
- "Línea filogenética de los proboscídeos". 1902
- "On the primitive type of the Plagiodont molars of Mammalia". 1902
- "Los Diprotodontes del orden de los plagiaulacoides y el origen de los roedores y de los Polimastodontes". 1903
- Paleontologia argentina. 1904
- "Recherches de morphologie phylogénétique sur les molaires supérieures des ongulés". 1904